# Desenvolvimento econômico
Desenvolvimento econômico é o processo pelo qual ocorre uma variação positiva das "variáveis qualitativas" (crescimento econômico: aumento da capacidade produtiva de uma economia medida por variáveis tais como produto interno bruto, produto nacional bruto), acompanhado de variações positivas das "variáveis qualitativas" (melhorias nos aspectos relacionados com a qualidade de vida, educação, saúde, infraestrutura e profundas mudanças da estrutura socioeconômica de uma região e/ou país, medidas por indicadores

Participação global da riqueza por grupo de riqueza, Credit Suisse, 2021

sociais como o índice de desenvolvimento humano, o índice de pobreza humana e o Coeficiente de Gini).
O "crescimento econômico" difere do "desenvolvimento econômico" em alguns aspectos, pois, enquanto o crescimento econômico se preocupa apenas com questões quantitativas, como por exemplo, o produto interno bruto e o produto nacional bruto, o desenvolvimento econômico aborda questões de caráter social, como o bem-estar, nível de consumo, índice de desenvolvimento humano, taxa de desemprego, analfabetismo, qualidade de vida, entre outros.
Ou seja, o desenvolvimento econômico é um processo pelo qual a renda nacional real de uma economia aumenta durante um longo período de tempo. A renda nacional real refere-se ao produto total de bens e serviços finais do país, expresso não em termos monetários, mas sim em termos reais: a expressão monetária da renda nacional deve ser corrigida por um índice apropriado de preço de bens e consumo e bens de capital. E, se o ritmo de desenvolvimento é superior ao da população, então a renda real per capita aumentará. O processo implica a atuação de certas forças, que operam durante um longo período de tempo e representam modificações em determinadas variáveis. Os detalhes do processo variam sob condições diversas no espaço e no tempo, mas, não obstante, há algumas características comuns básicas, e o resultado geral do processo é o crescimento do produto nacional de uma economia.

## Como ocorre
O processo de desenvolvimento econômico supõe ajustes institucionais, fiscais e jurídicos, incentivos para inovações, empreendedorismo e investimentos, assim como condições para um sistema eficiente de produção, circulação e distribuição de bens e serviços à população.
Uma analogia ajuda a entender o significado: quando uma semente se torna uma planta adulta, está exercendo um potencial genético: em outras palavras, está desenvolvendo-se. Quando qualificado pelo adjetivo "econômico", refere-se ao processo de produção de riqueza material a partir do potencial dado pela disponibilidade de recursos humanos e naturais e uso de tecnologia. No campo da economia, a palavra "desenvolvimento" vem, normalmente, acompanhada da palavra "capitalista", para mostrar que o desenvolvimento refere-se ao todo social. Esta noção está muito bem desenvolvida em diversos capítulos do livro de COWEN, M. P. e SHENTON, R.W. (1996, Doctrines of Development. London: Routledge). Especificamente sobre o desenvolvimento capitalista há um verbete no Dicionário do Pensamento Marxista de Tom BOTTOMORE (1988).

## Teorias
O desenvolvimento comercial e industrial na Europa provocou o estudo clássico de Adam Smith sobre a riqueza das nações e partir daí esse tema esteve sempre presente na evolução do pensamento econômico. O desenvolvimento industrial no século XIX da Grã-Bretanha, Estados Unidos e Alemanha levantou novas questões sobre as causas desse enriquecimento, mas no século XX a taxa de desenvolvimento decaiu ao mesmo tempo em que surgia o confronto das nações liberais com o rápido desenvolvimento da Rússia comunista.
Foram Muitas as teorias voltadas para a promoção do desenvolvimento econômico. Como Alternativa à crise de 1929, o economista inglês John Maynard Keynes formulou uma hipótese de que o Estado deveria interferir ativamente na economia: seja regulando o mercado de capitais, seja criando empregos e promovendo obras de infraestrutura e fabricando bens de capital. Essas medidas caracterizaram-se por serem de curto-prazo enquanto economistas reconheciam um desenvolvimento econômico quando taxas como a da produção nacional mostrassem tendência ascendente a longo-prazo
Os keynesianos foram muito populares até os anos 1980 quando — em parte devido à crise do petróleo — o sistema monetário internacional entrou em crise. Tornou-se então evidente a inviabilidade da conversibilidade do dólar em ouro, ruiu o padrão dólar-ouro, com inflação e o endividamento dos Estados por um lado, e uma grande acumulação de excedente monetário líquido nas mãos dos países exportadores de petróleo por outro. Em vista disso, sobreveio uma mudança de enfoque na política econômica.
Surge, então, a escola neoliberal de pensamento econômico, baseada na firme crença na Lei de Say, e cujos fundamentos já tinham sido esboçados em 1940 pelo economista austríaco Friedrich August von Hayek. Para corrigir os problemas inerentes à crise, os neoliberais pregavam a redução dos gastos públicos e a desregulamentação, de modo a permitir que as empresas com recursos suficientes pudessem investir em praticamente todos os setores de todos os mercados do planeta: tornar-se-iam empresas multinacionais ou transnacionais.

### Neoliberalismo
O neoliberalismo foi experimentado, primeiramente, por Augusto Pinochet, no Chile na década de 1970, o qual foi seguido pela inglesa Margaret Thatcher e pelo americano Ronald Reagan nos anos 1980.
O Chile tornou-se, então, uma espécie de vitrine mundial do modelo neoliberal. O crescimento do produto interno bruto chileno, na época, oscilou de uma taxa positiva de + 8 por cento a taxas negativas inferiores a -13 por cento. Entre 1975 e 1982, a média de crescimento foi de + 2,9 por cento ao ano.
No entanto, os custos sociais foram grandes. Mais de 200 mil chilenos tiveram que emigrar por razões econômicas. O Chile viu seu desemprego subir dos 4 por cento da era Allende para 18 por cento na era Pinochet, e a taxa de pobreza subir de 20 por cento para 45 por cento. Isso acabou por minar o apoio à ditadura e provocar a derrota de Pinochet em 1988, quando se iniciou a transição para uma democracia.
Embora os resultados a curto prazo da transição chilena para um modelo neoliberal de economia tenham sido ruins para a sociedade, ainda no início da década de 1990, o país se tornou a economia mais próspera da América Latina, crescendo a taxas superiores a 7 por cento ao ano, o que rendeu ao país o título de Tigre Asiático latino-americano, em clara referência aos países asiáticos cujas economias cresciam rapidamente. O país conseguiu reduzir a pobreza de 50% de sua população em 1987, para 18,3% em 2003, tornando-se assim o primeiro país latino-americano a cumprir as metas do milênio para a redução da pobreza.
De 1990 até 2004, as práticas neoliberais preconizadas pelo Consenso de Washington, em 1990), e pelo Fundo Monetário Internacional, durante a década seguinte, tornaram-se um modismo quase irresistível para os governantes, que acreditavam ter encontrado a fórmula para alcançar um maior desenvolvimento econômico. Reformas foram aplicadas em vários países, notadamente nos mais pobres, no pressuposto de que, com a liberalização dos mercados, fosse possível atrair um maior volume de investimentos. 
Entre algumas medidas consideradas necessárias para os neoliberais, estão as privatizações de empresas estatais, a abertura do mercado de capitais, a liberalização dos fluxos internacionais de capitais (inclusive para os investimentos de curto prazo, o hot money), o fim das reservas de mercado e a flexibilização de leis trabalhistas.
Uma das reações às práticas neoliberais foi a busca de alternativas de desenvolvimento econômico local, como forma de tentar suprir a incapacidade de promoção do desenvolvimento pelos Estados dos países subdesenvolvidos, nomeadamente em oposição às ideias e práticas neoliberais.